# 스바로

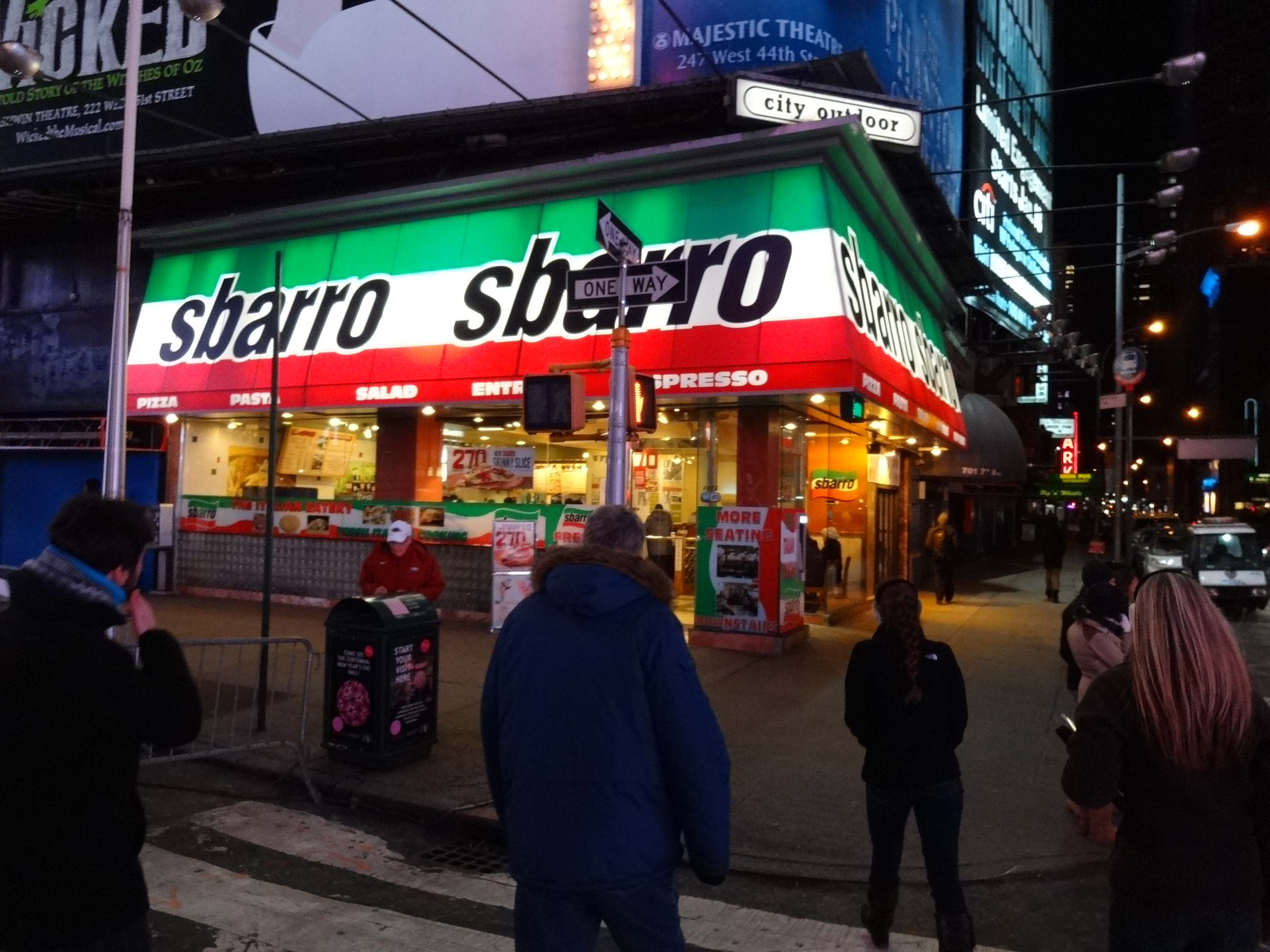
뉴욕에 위치한 스바로 매장

스바로(Sbarro)는 미국 오하이오주 콜럼버스에 본사를 둔 피자 체인점이다. 이 체인은 1956년에 뉴욕 브루클린에서 처음 시작했으며, 현재 33개국에서 800여개의 매장을 운영하고 있다.